# Jalālvand-e Soflá
Jalālvand-e Soflá (persiska: جلالوند سفلیٰ) är en ort i Iran.   Den ligger i provinsen Kermanshah, i den västra delen av landet, 500 km väster om huvudstaden Teheran. Jalālvand-e Soflá ligger 596 meter över havet och antalet invånare är 239.
Terrängen runt Jalālvand-e Soflá är varierad.Runt Jalālvand-e Soflá är det ganska tätbefolkat, med 155 invånare per kvadratkilometer. Närmaste större samhälle är Sarpol-e Z̄ahāb, 3,8 km väster om Jalālvand-e Soflá. Trakten runt Jalālvand-e Soflá består till största delen av jordbruksmark.